# Das Amt
Das Amt ist eine deutsche Sitcom um den Büroalltag auf einem Bauamt, deren sieben Staffeln von 1997 bis 2003 auf RTL erstausgestrahlt wurden. Hauptdarsteller Jochen Busse führte als Hagen Krause ein Ensemble an, das mit satirischem Blick auf die bundesdeutsche Bürokratie typische Klischees des Verwaltungstums verkörperte. Die Serie des späteren Grimme-Preisträger Dietmar Jacobs war Wegbereiter für eine Reihe von RTL-Formaten um die Besetzung von 7 Tage, 7 Köpfe.

## Handlung
Schauplatz ist das Bauamt einer rheinischen Kleinstadt, hauptsächlich das Büro von Amtsrat Hagen Krause und seinen Mitarbeitern. Dort arbeiten neben dem grantigen Chef seine routinierte Sekretärin Ulla Herbst, der naive Frauenheld Rüdiger Poppels sowie die idealistische Nadia Schäfer. Die Bürogemeinschaft folgt jedoch hauptsächlich privaten Interessen unter Vermeidung jeglicher Arbeit und Anstrengung. Eingehende Bauanträge werden deshalb generell erst einmal ungesichtet abgelehnt. Dabei achten alle immer darauf, nicht von ihrem Vorgesetzten Dr. Stüsser ertappt zu werden. Dieser wiederum ist vorwiegend damit beschäftigt, nach außen hin in einem guten Licht zu erscheinen, und lässt hierfür auch des Öfteren die Vorschriften außer Acht. Die Verantwortung für begangene Fehler verschiebt er dann am liebsten zum Büro von Hagen Krause. Da grundsätzlich jeder im Amt vor allem auf seinen eigenen Vorteil bedacht ist, entstehen regelmäßig – teils skurrile – Probleme, die von den Mitarbeitern im weiteren Verlauf bewältigt werden müssen. Einzig die engagierte Nadia Schäfer nimmt ihre Aufgaben ernst.

## Figuren

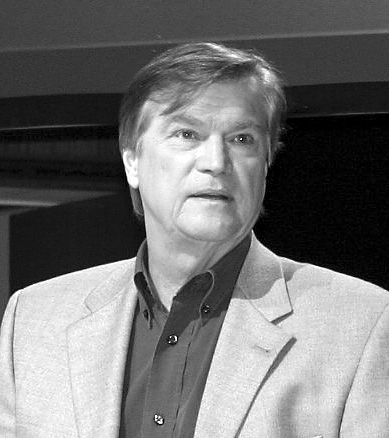
Hauptdarsteller Busse zwei Jahre nach Serienende

Hagen Krauseleitet als Amtsrat das Büro zur Genehmigung von Bauanträgen, Abteilung A–K, im örtlichen Bauamt. Dort hat er im Laufe der Jahre nach eigenen Angaben „einige Dutzend“ Anträge bewilligt, meist aber nur auf Anweisung von höherer Stelle oder wenn sie in seinem eigenen Interesse lagen. Die meisten anderen werden zwecks Arbeitsvermeidung pauschal abgelehnt. Insbesondere seine offene Geringschätzung gegenüber den Antragstellern („Raus!“) bringt ihn oft in Konflikt mit Nadia. Der schnell aufbrausende Hagen ist egoistisch, selbstverliebt und engstirnig, steht aber gleichzeitig unter der Fuchtel seiner dominanten Ehefrau, mit der er unglücklich verheiratet ist. Noch schlimmer als seinen Arbeitstag findet er nur den Feierabend daheim – besonders wenn seine Schwiegermutter zugegen ist. Hagens bester Freund ist sein Hund Rex. In seiner Leidenschaft für Wohnmobile wird er regelmäßig von Stüsser übertrumpft. In der letzten Folge übernimmt Hagen schließlich dessen Posten, nachdem Stüsser wegen eines groben Fehlers entlassen wurde.
Ulla Herbstist als Hagens Sekretärin die gute Seele des Büros. Sie verbringt die meiste Zeit mit Kaffeekochen, dem Belegen von Schnittchen und jeglichen – meist privaten – Aufträgen von Hagen. Die alleinstehende Ulla ist stets um ihr Äußeres besorgt und flirtet gern, woraus sich auch gelegentliche Affären ergeben. Am Ende der siebten Staffel verliebt sie sich in den Vater der neuen Sekretärin Silvia Meier und die beiden werden ein Paar.
Rüdiger Poppelssitzt als eher schlichter Amtsanwärter in Hagens Büro. Der selbsternannte „sexy Rüdi“ erscheint regelmäßig verkatert zum Dienst, entweder nach einer durchzechten Nacht oder wegen einer neuen Eroberung. Auf der Arbeit werden seine platten Anmachsprüche aber von den meisten radikal zurückgewiesen, ohne jedoch sein Selbstbewusstsein als Frauenheld zu erschüttern. Insbesondere seine Kollegin Nadia hält ihn für einen faulen und unterbelichteten Sexisten. Seine Naivität macht ihn häufig – vor allem für Hagen – zum Sündenbock für Probleme, die er aber nicht selten mitverursacht hat. In der vierten Staffel war Rüdiger für einige Zeit in Afrika, seinen Posten übernahm in dieser Zeit Hans-Günther Timpel. In der letzten Folge erfährt Rüdiger das Geheimnis, um Stüssers Sekretärin Silvia Meier „willenlos“ zu machen, die ihm daraufhin endlich verfällt.
Nadia Schäfertritt zu Beginn der Serie eine Stelle als Amtsanwärterin im Büro Krause an. Hoch motiviert und engagiert will die Fachhochschulabsolventin das Amt neu und bürgerfreundlicher gestalten. Die aktive Frauenrechtlerin ist außerdem überzeugte Veganerin, Friedensaktivistin, Atomkraftgegnerin, Begründerin mehrerer Bürgerinitiativen und vertritt diese Ansichten sehr beherzt im Beruf wie auch auf Demonstrationen. Ihr wiederholter Einsatz für gesunde Ernährung am Arbeitsplatz stößt auf wenig Zustimmung unter den Kollegen. Obwohl sie Hagens Verhalten gegenüber Antragstellern zutiefst missbilligt, hegt Nadia gegen Kimmel eine noch tiefere Abneigung. Im Laufe der Serie wird sie fest übernommen und verbeamtet.
Dr. Paul Stüsserist Verwaltungsdirektor und Mitglied in der CDU. Als Chef des Bauamtes – Besoldungsgruppe A 14, wie er stets betont – ist er der Vorgesetzte von Hagen und Kimmel. Gerade ersterer hält ihn aber für unfähig, wohingegen Stüsser selbst immer wieder einen Grund findet, Hagen zu tadeln. Gegenüber einflussreichen Personen ist er stets um einen guten Eindruck bemüht ohne Rücksicht auf seine eigenen Untergebenen. Stüsser hat eine Tochter, begeistert sich für Wohnmobile und war in seiner Jugend Torwart in der Fußball-Auswahlmannschaft. Auf seinen Doktortitel (Volkswirtschaft) ist er so stolz, dass er sogar als Weihnachtsmann auf der Amts-Weihnachtsfeier darauf besteht.
Rudi Kimmelassistiert Stüsser, bei dem er sich regelmäßig einschleimt, um seine Karriere voranzutreiben. Mit Hagen, den der spießerhafte Amtsrat Kimmel immer wieder in Schwierigkeiten bringt, verbindet ihn ein inniges Konkurrenzverhältnis; beide versuchen bei jeder Gelegenheit, den jeweils anderen bei Vorgesetzten bloßzustellen. Gerade Kimmels Lieblings-Fußballverein Bayern München befeuert Hagens Verachtung. Auf seine Kollegin Nadia hat er von Beginn an ein Auge geworfen, doch sie lässt seine penetranten Annäherungsversuche stets abblitzen.
Lünebachhat als Bürobote Zugriff auf alle Vorgänge im Amt, was ihm viel Einfluss verschafft. Für Informationen oder andere Gefälligkeiten lässt er sich – besonders von Hagen – gut entlohnen. Er weiß stets aus jedermanns Notlage persönlichen Profit zu schlagen und geht immer wieder als lachender Dritter hervor.
Stefanie Hemmer (ab Staffel 3)wird im Verlauf der Serie Bürgermeisterin und nutzt in dieser Funktion jede Gelegenheit, die Stadt bekannter zu machen und ihre Karriere voranzutreiben. Hierfür spielt sie auch oft die Mitarbeiter des Bauamts gekonnt gegeneinander aus. Als Frau und Sozialdemokratin wird sie sowohl von Stüsser als auch Hagen nicht ernst genommen. Ihre Amtsvorgänger (unter anderem mehrfach Lutz Herkenrath als Bürgermeister Dr. Behr) hatten zuvor sporadisch Gastauftritte.
Hans-Günther Timpel (Staffel 4)übernimmt Rüdigers Stelle während dessen Afrikareise. Bürobote Lünebach verschaffte ihm den Posten mit gefälschten Zeugnissen, doch das vermeintliche Genie fällt durch seine Ungeschicklichkeit auf. Er sollte zunächst bei Kimmel arbeiten, der ihn jedoch mit Lünebachs Hilfe schleunigst versetzen lassen konnte. Infolgedessen kann er Kimmel nicht ausstehen, sieht aber in Hagen schnell ein Vorbild, dem er nacheifert. Die Beziehung zu seiner besitzergreifenden Freundin Babsi wird zum Ende der vierten Staffel beendet, als sie eine Affäre zwischen Hans-Günther und Nadia vermutet.
Silvia Meier (ab Staffel 6)ist später die Sekretärin von Stüsser. Ihre überhebliche Art macht sie bei den Kollegen unbeliebt. Trotzdem schwärmt Rüdiger für sie. Seinen permanenten Avancen gibt sie jedoch erst im Serienfinale nach und die beiden werden ein Paar.

## Hintergrund
Die Serie entstand zwischen 1996 und 2002 bei Cologne-Sitcom. Neben Serienschöpfer und Hauptautor Dietmar Jacobs schrieben auch Andrea Bosse und der Kölner Autor Torsten Goffin weitere Drehbücher. Jacobs erhielt später den renommierten Grimme-Preis für seine Arbeit an der ähnlich gelagerten Büro-Mockumentary Stromberg. Regie führten unter anderem Micha Terjung, Titus Selge und Franziska Meyer Price. Erstere fungierte ab Staffel fünf zusätzlich als Produzentin. Für die Außenaufnahmen der Serie diente das alte Rathaus von Wesseling, das insbesondere am Stadtwappen über dem Eingang erkennbar bleibt, sowie dessen Umfeld. Die Gebäude rund um das Rathaus wurden auch als Kulissenbild für die Fensteraussichten verwendet. Als Gastdarsteller wirkten viele prominente Bühnen- und Fernsehkomiker wie Hans-Joachim Heist, Hugo Egon Balder, Elisabeth Wiedemann, Oliver Kalkofe, Rudi Carrell oder Bastian Pastewka sowie die Schlagersänger Peter Kraus und Achim Mentzel mit.
Die halbstündige Serie wurde von 1997 bis 2003 freitagabends vor der Comedy-Panelshow 7 Tage, 7 Köpfe erstausgestrahlt, deren Moderator ebenfalls Jochen Busse war. Bereits die Premiere am 14. Februar 1997 verfolgten 6,12 Millionen Zuschauer, was sie zu einem der erfolgreichsten Comedy-Serienstarts im deutschen Fernsehen macht. Bedingt durch die Popularität des Amts erhielten in den Folgejahren auch andere der Köpfe eigene Comedyserien am selben Abend wie Ritas Welt (1999–2003) um Gaby Köster oder Bernds Hexe (2002–2005) mit Bernd Stelter, die in der Spitze bis zu 8 Millionen Zuschauer erreichten. Im Sommer 2002 bestätigte Hauptdarsteller Busse das Ende der Serie nach Staffel sieben, weil „die Geschichten alle erzählt“ seien. Die Serie wurde mehrfach wiederholt und liegt inzwischen auf DVD vor mit Ausnahme der beiden Staffelpremieren Jeder Jeck ist anders und Das Amt in Berlin.
Das Amt hatte 1998 verschiedene Crossover mit den Serien Und tschüss! sowie Nikola: Zunächst traten Ulrike Bliefert und Thorsten Nindel in ihren Rollen aus Das Amt im Fernsehfilm Und tschüss!: Ballermann olé auf. Später lieferten Krankenschwester Nikola Vollendorf (Mariele Millowitsch) und Dr. Robert Schmidt (Walter Sittler) aus Nikola Hagen Krause ins Krankenhaus ein (Das Amt, Folge 20 Des Wahnsinns fette Beute), der daraufhin als nörgelnder Patient in Nikola (Folge 17 Is’ was Doc?) zu sehen war. Im Anschluss an Das Amt entwickelte Serienschöpfer Jacobs die kurzlebige Serie Nicht von dieser Welt, ebenfalls für Cologne-Sitcom und mit Busse in der Hauptrolle des Außerirdischen Yok. Die Ausstrahlung der an Mork vom Ork angelehnten Familien-Sitcom erfolgte auf demselben Sendeplatz wie Das Amt, konnte aber nicht an dessen Erfolg anknüpfen.
Im Jahr 2000 erschien Die amtliche Comedy-CD zur Serie mit verschiedenen Versionen des Lieds Wir sind das Amt aus Folge 20 Des Wahnsinns fette Beute, Wortbeiträgen der Figuren sowie Jingles. Das beigelegte Booklet enthält zu jeder Figur eine Biographie. In Folge 60 Der Frührentner hängt ein Werbeplakat für diese CD in der Amts-Kantine.

## Belege
1. ↑  Das Amt  bei crew united, abgerufen am 17. April 2019.
2. ↑  Schwerpunkt – 20 Jahre RTL: 1996–1998. In: quotenmeter.de. 31. Januar 2004, abgerufen am 17. April 2019.
3. ↑  Christian Richter: Schwerpunkt – So war das Fernsehen vor zehn Jahren: RTL. In: quotenmeter.de. 6. Februar 2010, abgerufen am 17. April 2019.
4. ↑  Diana Michnay: Sieben Staffeln sind genug. In: kressreport. 24. Juli 2002, abgerufen am 17. April 2019.